# El Mataró
El Mataró és una masia del nucli de Cerdans, del municipi d'Arbúcies (Selva), inclosa a l'Inventari del Patrimoni Arquitectònic de Catalunya.

## Descripció
El Mataró és una antiga masia formada per diverses edificacions juntes de tres plantes i diferents nivells d'alçada. El cos més antic sembla el que està a tocar de la carretera, amb la coberta a doble vessant i les obertures envoltades amb pedra monolítica. L'entrada és d'arc de mig punt adovellada i es troba tallada pel cos que s'afegeix perpendicularment a aquesta façana.
Aquest antic edifici ha estat reformat, ja que la part davantera és més alta que la part posterior i això s'aprecia en la teulada que ha estat aixecada. És en aquesta part (a la façana posterior) on trobem una finestra amb la inscripció de 1715 a la llinda.
Pel que fa al cos adossat al costat dret, és amb vessant a façana i l'entrada principal és d'arc rebaixat emarcat amb pedra, amb la inscripció de “Josep Mataró 1892”, moment de la seva reconstrucció. Aquí les obertures són rectangulars i emmotllurades, amb balconada i de construcció més moderna. S'hi afegeix a la dreta, un altre cos de dues plantes amb una galeria d'arcs de mig punt i vidrieres al primer pis, també més moderna.
Al voltant de la casa hi ha altres dependències de treball. La finca està vallada.

## Història
Els masos documentats en el segle xiii dins la parròquia de Cerdans eren: Puig Aguilar, Serrat, Martorell, Solà, Font, Mataró, Roig, Terrers, Palomeres, Castell i Castellet. En els fogatges de 1497 i 1515 hi consta el Mataró de Cerdans.
S'esmenta en l'acta de la rodalia de la parròquia de Sant Cristòfol de Cerdans de l'any 1736.
Documentat en el Cadastre de 1743 i de 1800. Apareix també en el mapa de Juli Serra de 1890.
En el padró de 1883 la trobem habitada per una família de 7 membres, en el padró de 1940 hi consten dues famílies una de 7 i altra de 2 membres.
En l'amillarament de 1935 apareix Joan Mataró Pont que declara el mas Mataró, que limita a orient amb el mas Terrers de Cerdans, mitjançant la riera de coll de Ravell i mas Cortals de Terrers, a migdia amb el mas Rosquelles i Pere Joan Font, a ponent amb el declarant i el mas Casadevall i al nord amb aquest últim mas i Dalmau Miquel i mas Balma.